# باشگاه فوتبال ساندرلند
باشگاه فوتبال ساندرلند (به انگلیسی: Sunderland Association Football Club) یک باشگاه حرفه‌ای فوتبال در شهر ساندرلند انگلستان است. این باشگاه یکی از پرافتخارترین باشگاه های انگلستان محسوب میشود.
این باشگاه با لقب گربه های سیاه نیز شناخته میشود این باشگاه بازی های خود را در استادیوم لایت تا سال ۱۹۹۷ انجام میداد سپس به استادیوم راکر پارک نقل مکان کردند تا ظرفیت اولیه استادیوم لایت که ۴۲۰۰۰ نفر بود که به ۴۹۰۰۰ نفر افزایش پیدا کند.
ساندرلند رقابت دیرینه ای با باشگاه نیوکاسل یونایتد دارد که با نام دربی تاین-ویر از سال ۱۸۹۸ آغاز شده است.  

## افتخارات
پریمرلیگ
۶ قهرمانی
- ۱۸۹۲، ۱۸۹۳، ۱۸۹۵، ۱۹۰۲، ۱۹۱۳، ۱۹۳۶

چمپیونشیپ
۵ قهرمانی
- ۱۹۷۶، ۱۹۹۶، ۱۹۹۹، ۲۰۰۵، ۲۰۰۷

جام حذفی انگلستان
۲ قهرمانی
- ۱۹۳۷، ۱۹۷۳

جام اتحادیه
۲ نایب قهرمانی
- ۱۹۸۵، ۲۰۱۴

جام خیریه 
۱ قهرمانی
- ۱۹۳۶

## رکوردها
- بزرگترین خرید: دیدیه اندونگ ۱۷٫۱ میلیون پوند در سال ۲۰۱۶ از لوریان
- بزرگترین فروش: جردن پیکفورد ۳۰ میلیون پوند سال ۲۰۱۷ به اورتون